# 伊予鉄道モハ50形電車
伊予鉄道モハ50形電車（いよてつどうモハ50がたでんしゃ）は、伊予鉄道に在籍する軌道線用電車である。

## 概要
1951年から1965年にかけてナニワ工機（現アルナ車両）と帝國車輛工業で製造された。軌道線用車両の主力であったが、モハ5000形の増備で廃車が進行している。
自社発注車は、製造年によって3つのタイプに分けることができる。他社から譲り受け、本形式に編入した車両もあったが、現在では他社譲受車は全廃された。
ワンマン化は、アルナ工機と自社古町工場で1970年から1972年にかけて行われた。また、冷房化改造は自社古町工場で1981年から1984年にかけて行われた。

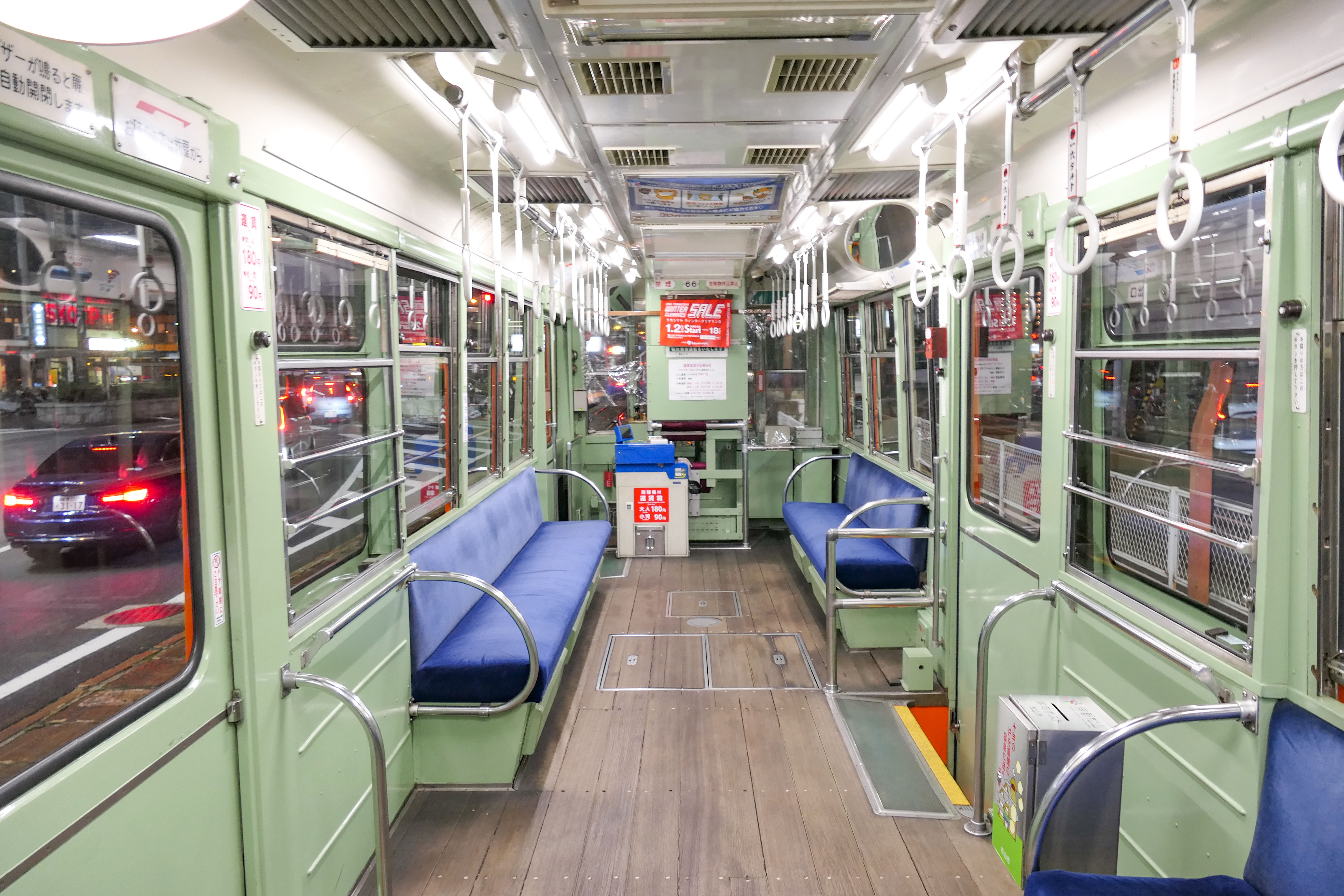
車内
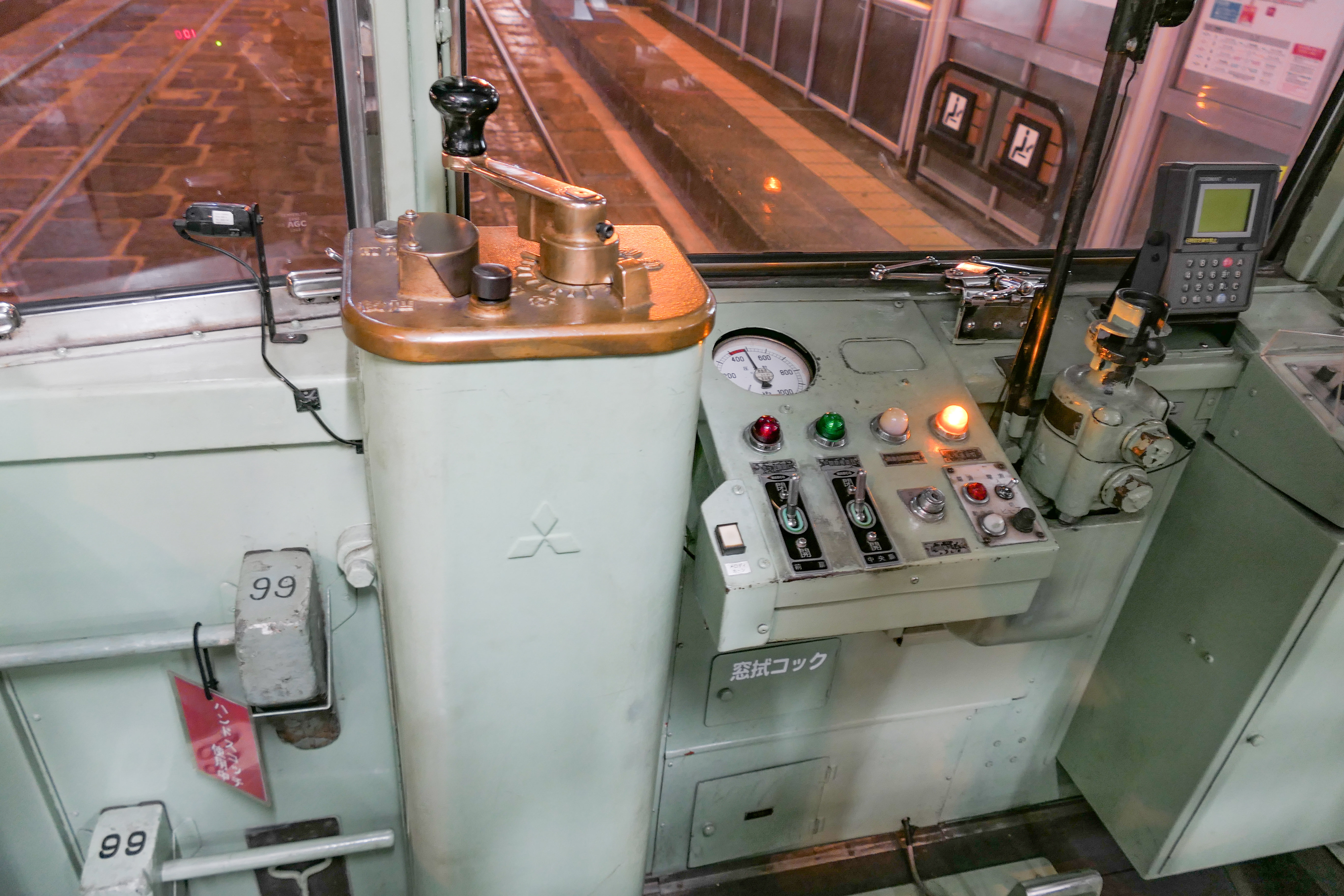
運転台

## 自社発注車・前期形（51 - 61）
すべてナニワ工機の製造で半鋼製車体で深い屋根の重厚な外観を持ち古い工法で製造されている。これは新造計画の時、車輛製造メーカーで引き受け手が無く運輸省の紹介でナニワ工機で新造されることになり、ちょうどナニワ工機で製造されていた京都市電800形866-880号の車体を伊予鉄仕様に設計変更して51-55が造られ、56以降は同じくナニワ工機で造られていた広島電鉄500形電車と同じ前中扉仕様で造られた。製造当初は直接制御方式（KR-8）だったが、1979年に京都市電から廃車となった2600形の制御器を購入し、間接非自動制御に改造された。また電動機も50kWのものに取り替えられた。

### 51 - 53
1951年製。伊予鉄道軌道線初のボギー車。
集電装置は製造当初ポールだったが、1953年にビューゲル、1966年に現行のZパンタに変更された。客用扉は製造当初は前後端に配置されていたが、1969年に前中扉に改められた。51号は刑事ドラマ「あぶない刑事」TV一作目第13話「追跡」で柴田恭兵扮する大下刑事が犯人が乗った電車を追いかけて飛び乗るシーンのロケ撮影で使用されている。5000形の増備に伴い53号が2018年度に、52号が2023年度に廃車されたため、現在は51号車のみが在籍している。2023年度時点で現存する車両は新塗装化され、冷房装置が三菱CU77からCU77CTに交換されている。2021年度に51号は幕がフルカラーLED化された。

### 54 - 55
1953年製。51 - 53と同型だが、製造当初からビューゲルが搭載されていた。51 - 53と同様に集電装置のZパンタ化、客用扉位置の変更が実施されている。両車とも新塗装化され、冷房装置が三菱CU77からCU77CTに交換されている。55号は5000形の増備により2021年度に廃車された。現在は54号車のみ在籍している。

### 56 - 58
1954年製。製造当初から前中扉で、客用窓は上段をHゴム支持固定窓、下段を上昇窓としたいわゆる「バス窓」となった。51 - 55と同様、集電装置のZパンタ化が実施されている。
56は2100形増備に伴い2005年度に、58は5000形増備に伴い2018年度に、57は2020年度に廃車となり、このグループは消滅した。最後まで残った57は、2019年初頭頃より、平日朝ラッシュ時間帯のみ不定期で運行される、臨時列車、いわゆる「城北臨時」(古町～JR松山駅前～古町間を一周し入庫)に固定充当されていたが、5000形増備に伴い休車となっていた。

### 59 - 61
1957年製。台車は当時最新のコロ軸受け付き防音防振台車のFS78を採用した。また、前面窓は中央の窓が左右の窓に比べてやや横幅の広い窓となっている。他の50系と比べると数字が一回り太く、前期形では唯一、60のみ車番が銀色塗装であった。60は2005年ごろに運用を外れ、休車となっていたが、5000形の増備に伴い2017年度に、59・61が老朽化のため2019年度に廃車となったため、このグループは消滅した。59号は刑事ドラマ「あぶない刑事」TV一作目第13話「追跡」で柴田恭兵扮する大下刑事が犯人が乗った電車を追いかけて飛び乗ったシーンのロケ撮影で使用された。

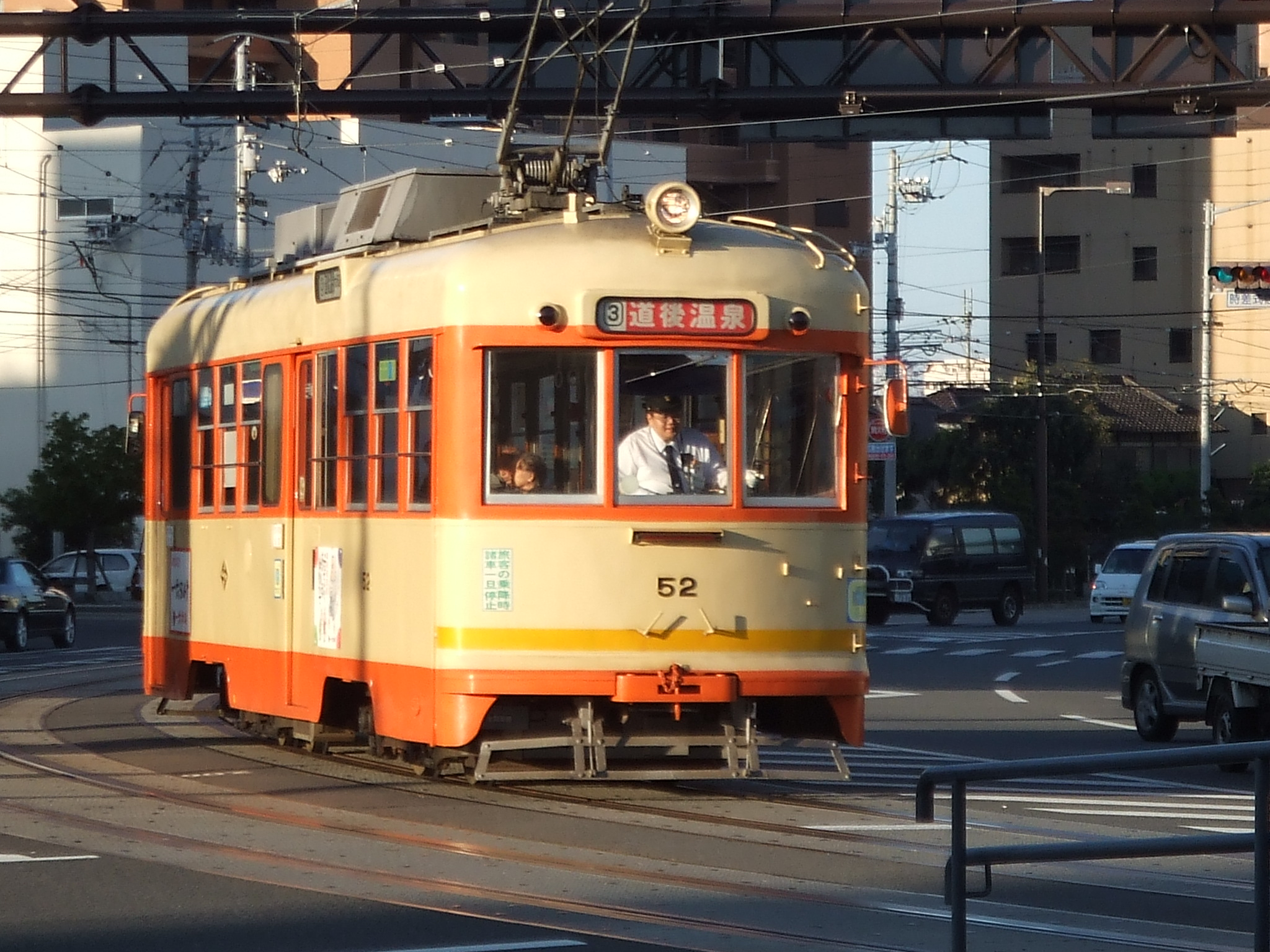
52号 1951年製タイプ
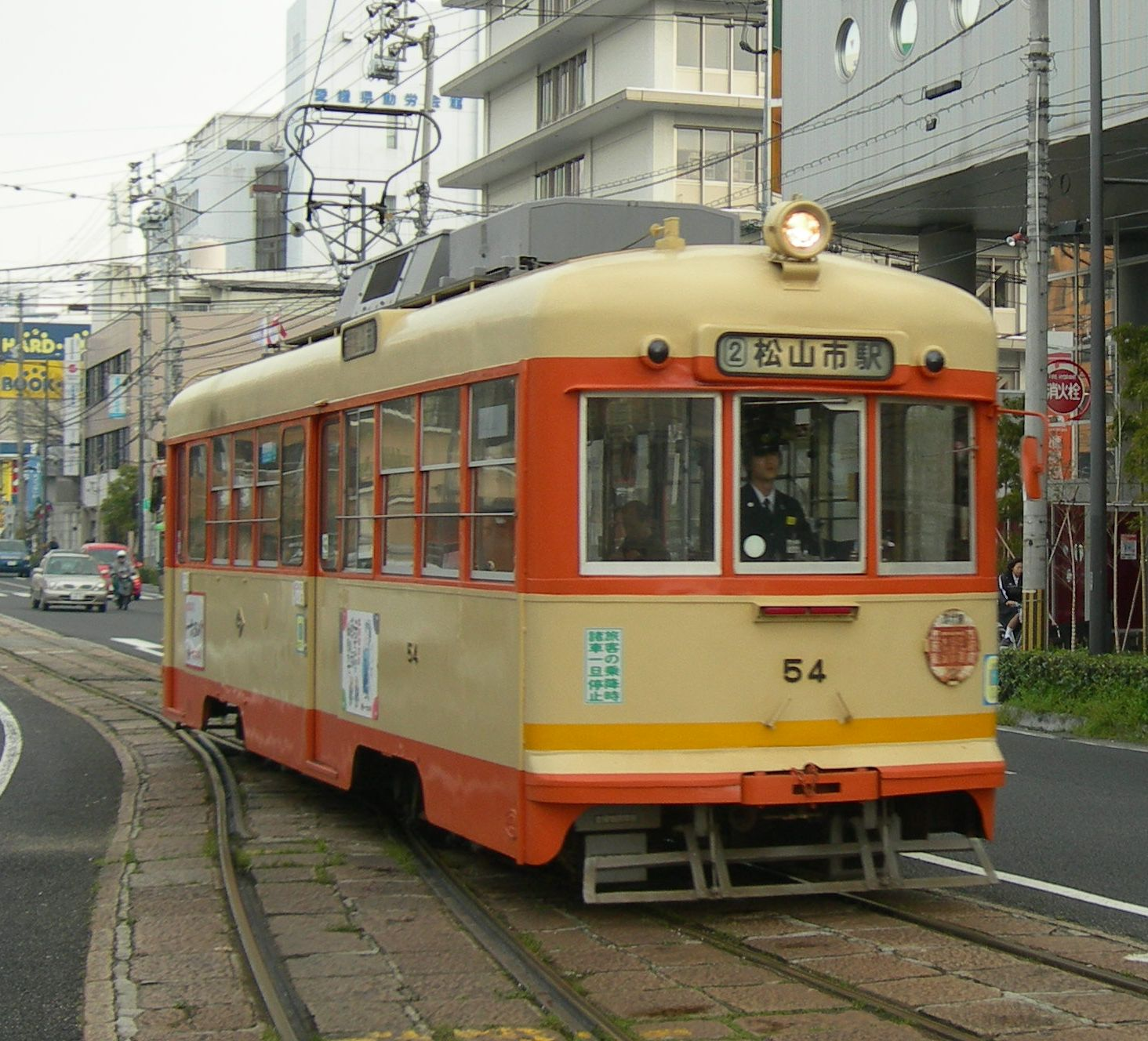
54号 1953年製タイプ
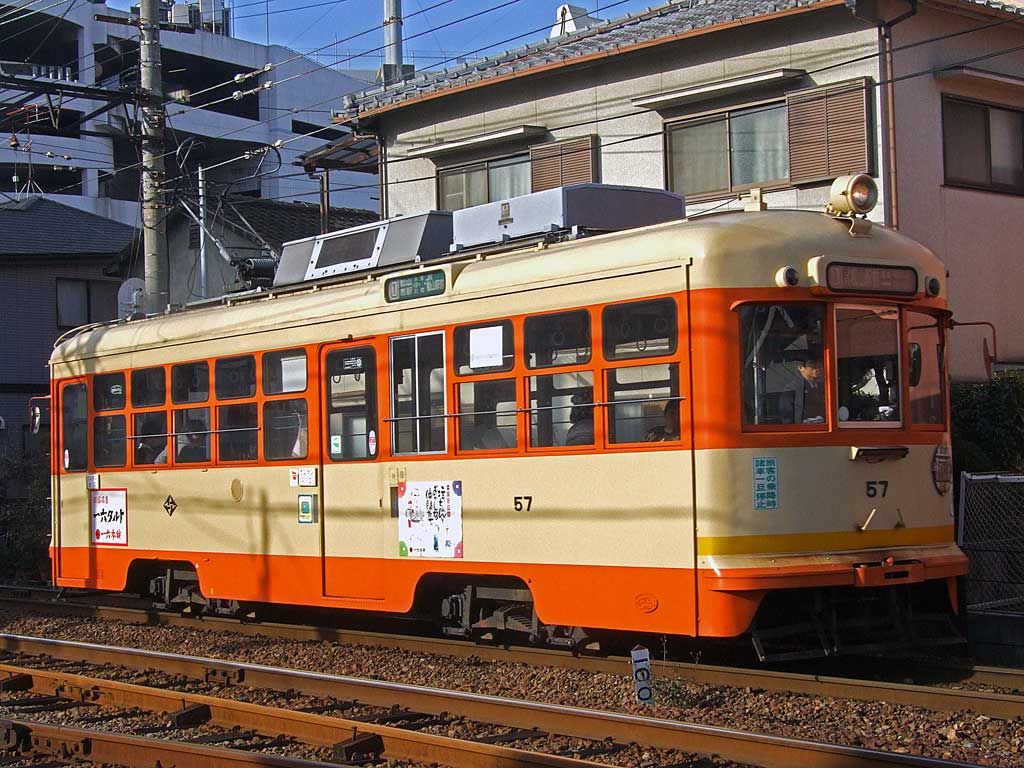
57号 1954年製タイプ
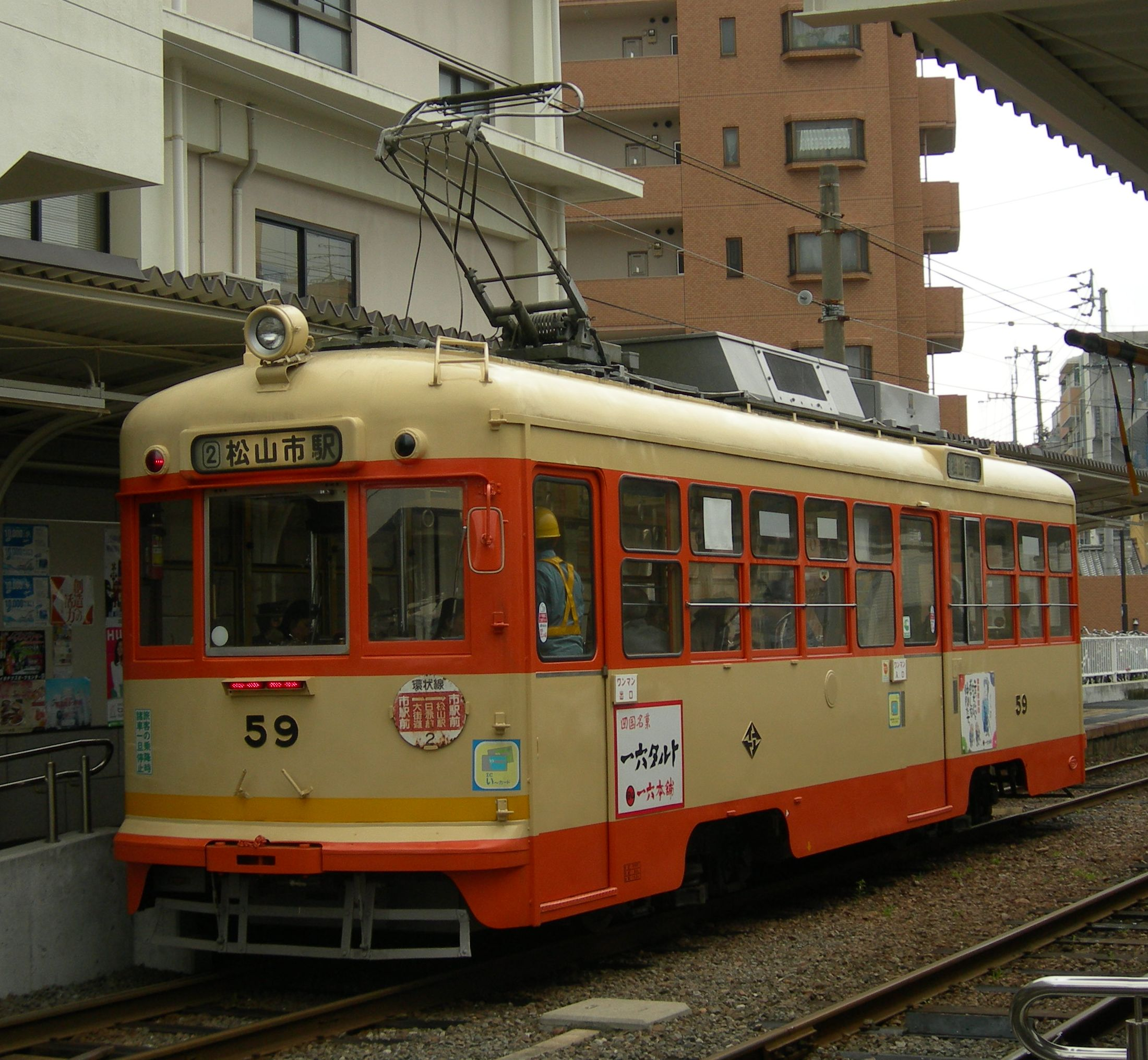
59号 1957年製タイプ
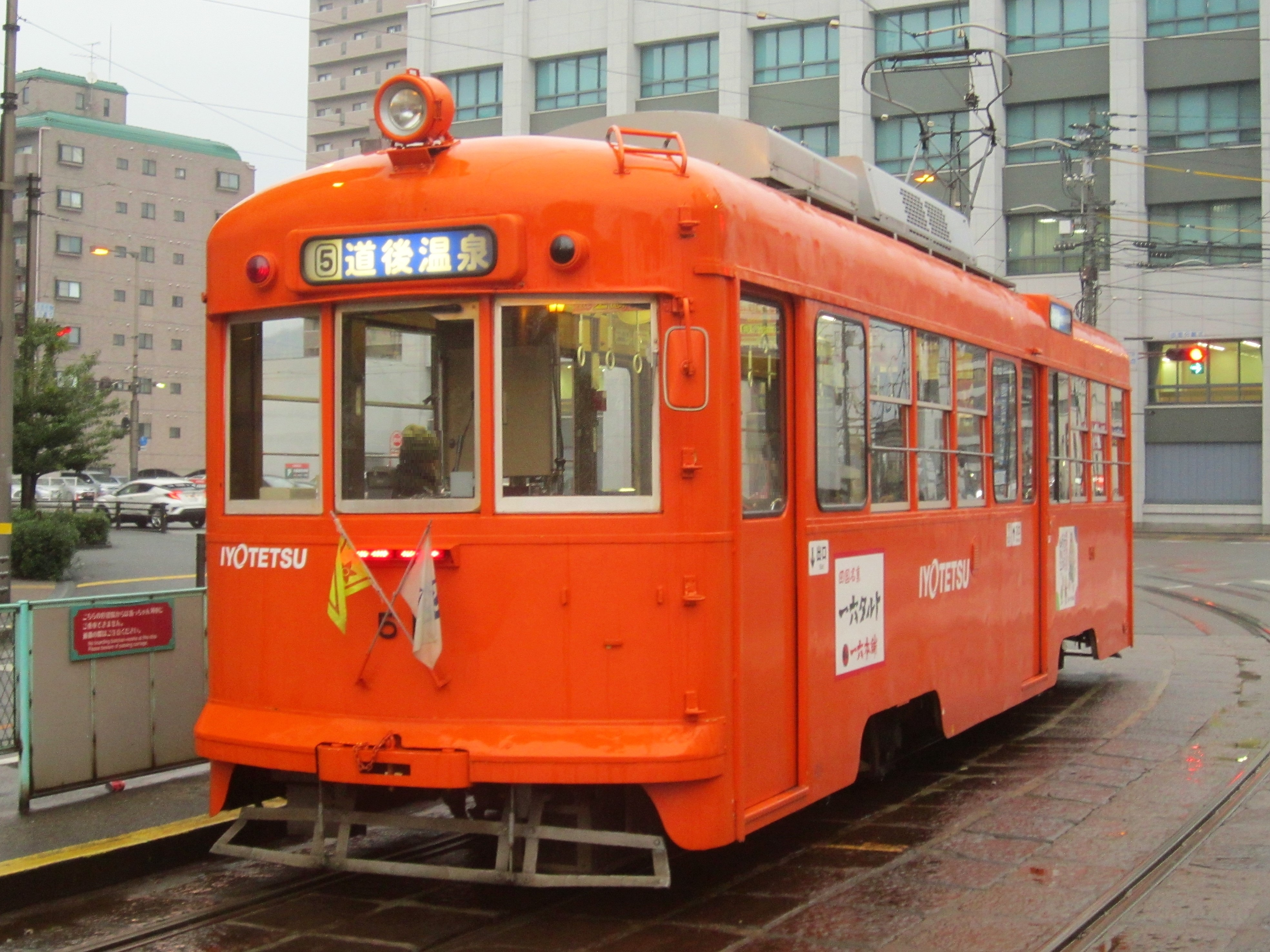
51号 新塗装
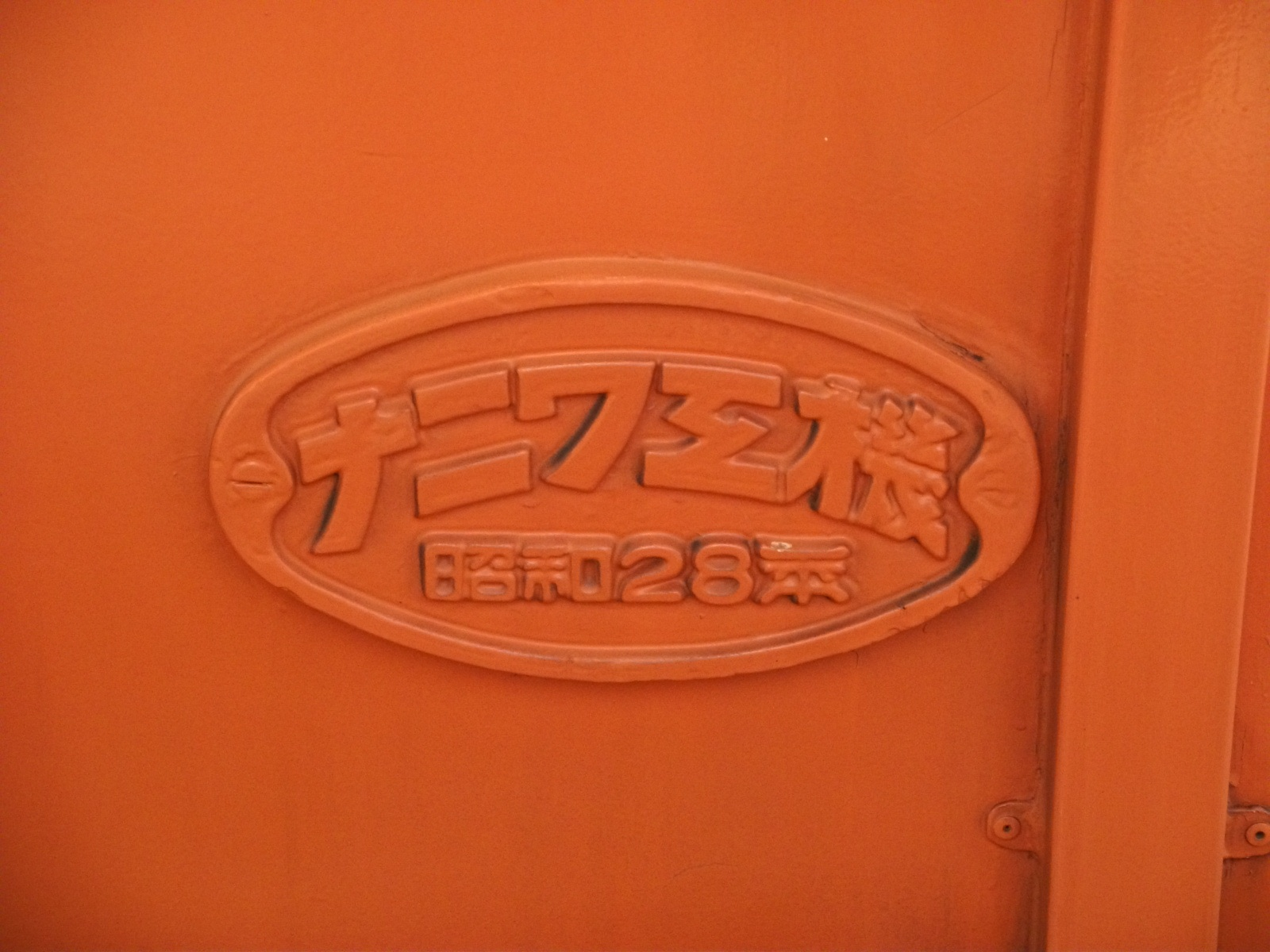
55号 製造銘板
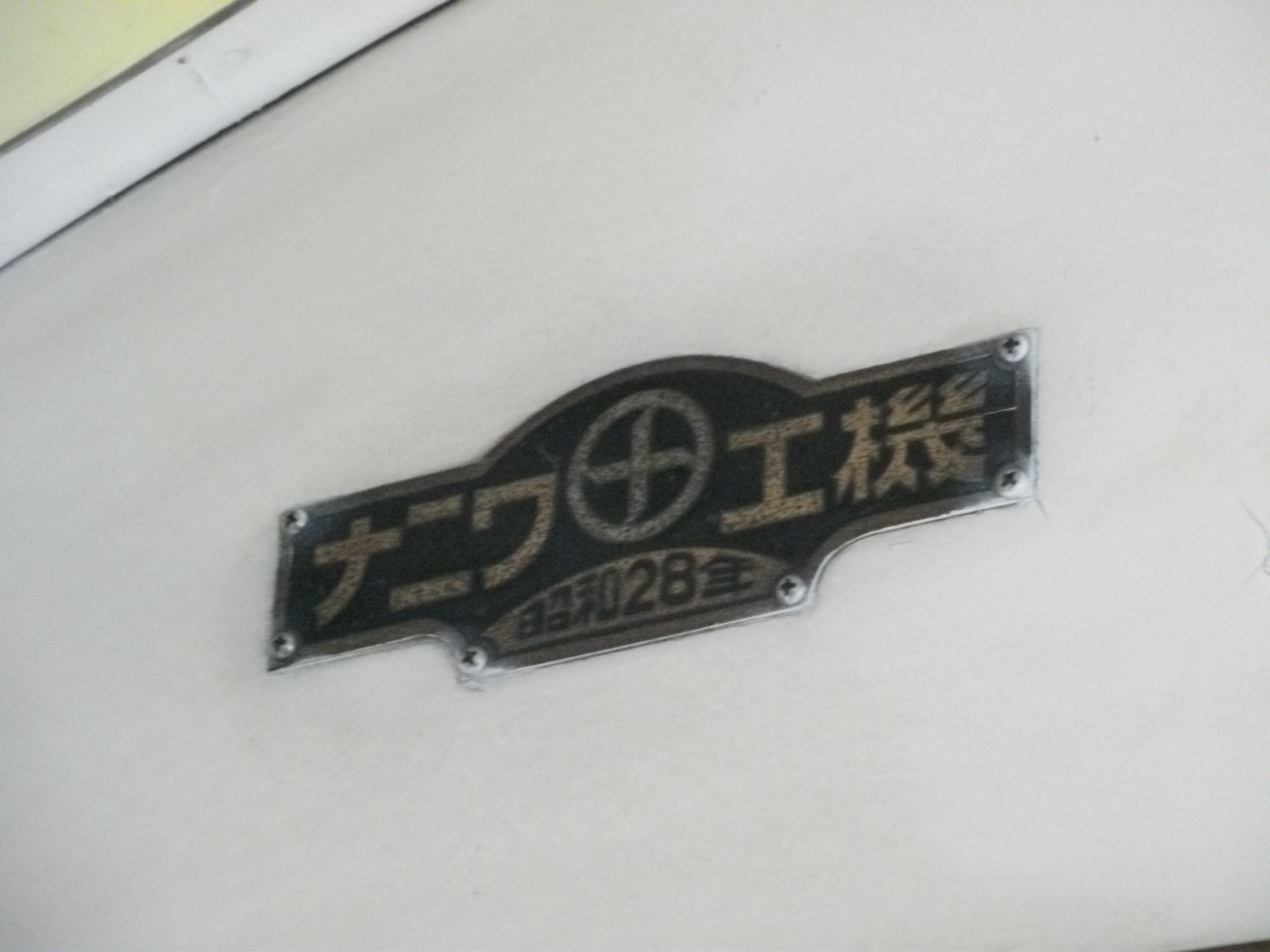
55号 車内銘板

## 自社発注車・後期形（62 - 78）
62 - 69はナニワ工機（現・アルナ車両）で、70 - 78は帝國車輛で製造された。前面窓が鉄道線用の600系と同じデザインに変更され、屋根の浅い軽快なスタイルで、軽量構造を採用している。製造当初からすべて間接非自動制御方式で、Zパンタ、50kW電動機を装備した。

### 62 - 64
1960年（昭和35年）に3両が製造された。当時のバス車体で主流となっていたモノコック構造を取り入れた軽量車体で、側面にリベットと補強用のリブがある。自重は12.96 tとなっている（51 - 61は15.88 t）。また、このグループのみ前扉が2枚引き戸である。
2100形増備の増備に伴い62を最後として2005年（平成17年）3月までに3両とも廃車。これにより、2枚引き戸車は全廃された。

### 65 - 69
1962年に5両が製造された。車体の構造は62 - 64と変わらないが、前扉が1枚引き戸になった。
65は2100形増備に伴い2003年度に廃車。2005年度から休車となっていた67が、5000形増備に伴い2017年度に廃車された。さらに、68号が2021年度に5000形増備に伴い廃車された。さらに69号も2023年度に廃車され、当グループにて最後まで残った66号は2024年度に廃車となった。同車は晩期に城北臨時のみの運用に就いていたが、2023年6月19日に古町→JR→市駅→大街道→上一万→古町の1周のみ久しぶりに2系統環状線で運用された。
なお、2023年度時点で現存する車両は新塗装化され、68号、69号は冷房装置がCU77CTに交換されている。また、69号は冷房SIVも更新されていた。

### 70 - 78
1963年に70 - 73の4両が、1964年に74 - 76の3両が、1965年に77・78の2両が製造された。車体の形態は65 - 68と変わらないが、工法が従来の工法へ戻ったためリベット・リブがなくなり、車体重量も62 - 69より1トン増加し13.96tとなった。
製造当初は帝國車輛製コイルバネ台車TB-57を履いていたが、保守に手が掛かることから、1974年に名古屋市電1550系廃車発生品の住友金属工業製のKS-40J台車を購入し交換された。全車新塗装化され、70号、72号、75号 - 78号は冷房装置が三菱CU77からCU77CTに交換されたが、78号は2019年10月現在旧式のCU77に戻されている。また、75号は冷房SIVも更新された。
5000形の増備により、71号が2020年度に、73号と74号が2021年度に廃車となり、2023年時点では70･72･75 -78の6両が現存する。2022年には78号が、2023年には77号が、2024年には75号がフルカラーLED幕に交換された。
| 68号 |  | 71号 |
| 68号 |  | 71号 |

| 新塗装化された66号(2021年12月28日)  |  | 新塗装化された77号(2020年1月1日)  |
| 新塗装化された66号 (2021年12月28日) |  | 新塗装化された77号 (2020年1月1日) |

## 他社局からの譲受車

### 1001 - 1003

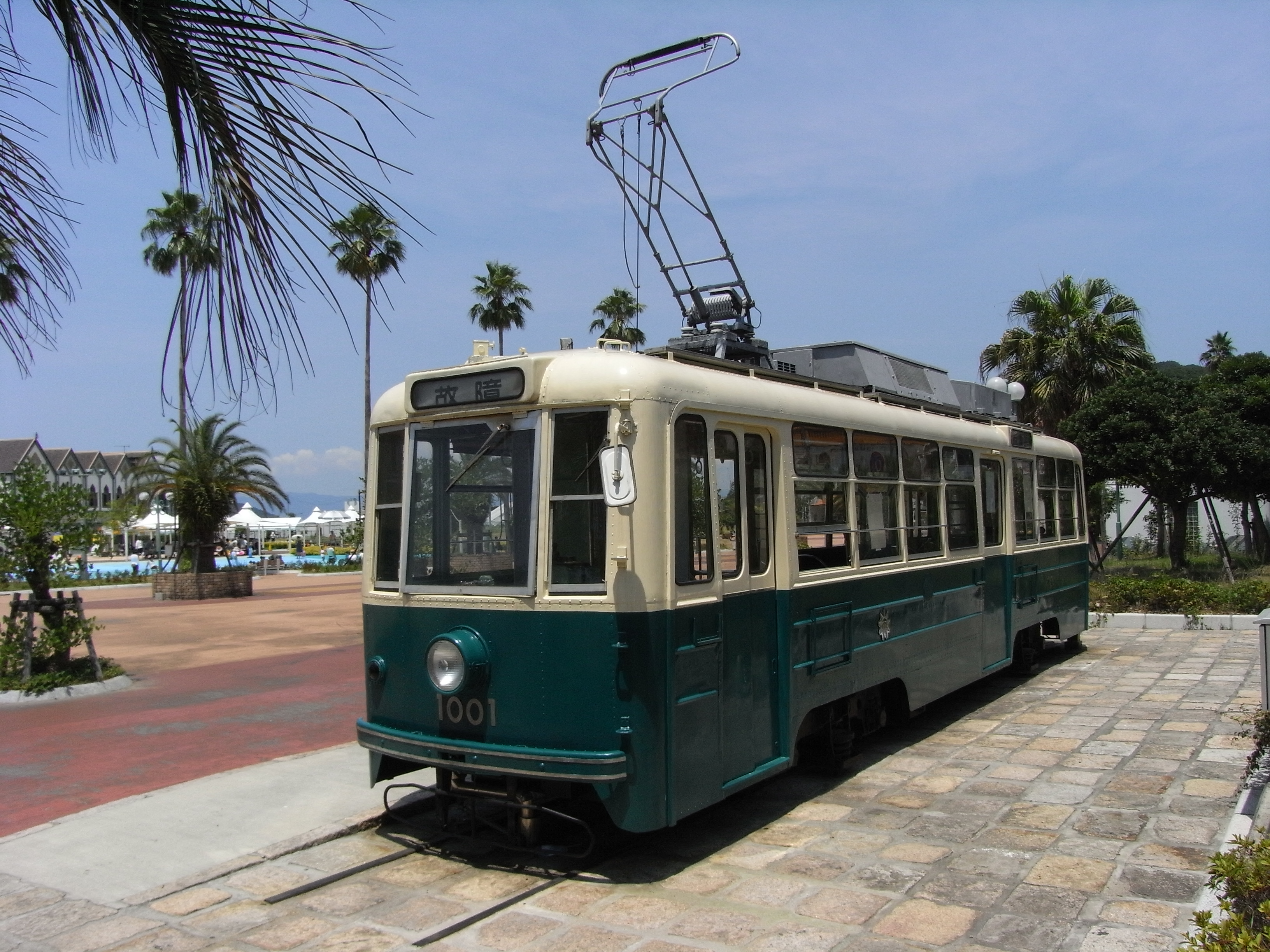
里帰りした1001の写真。塗装が変更され、前照灯が前面窓下に再移設された

元は呉市電1000形で、呉市電廃止前の1967年に譲渡を受けた。伊予鉄道の軌道線で唯一セルフラップ式（ブレーキハンドルの位置とブレーキ力が無段階に比例する）の制動装置が使われていた。車体は自社発注車の62 - 64とほぼ同形（ただし台車は別形式）であるが、1001 - 1003の方が1959年製造と先に登場している。
2001年に、1003が事故で廃車されたのを皮切りに廃車が始まり、2004年3月1日に最後まで残っていた1001が引退した。1001は呉市に返還され、前照灯の位置や塗装などを呉市電仕様に戻すなどの復元工事がされたのち、7月に呉ポートピアパークに保存された。
- 1001:2004年3月24日廃車→呉市に返還
- 1002:2002年3月25日廃車
- 1003:2001年10月勝山町電停付近で事故に遭い廃車

### 81

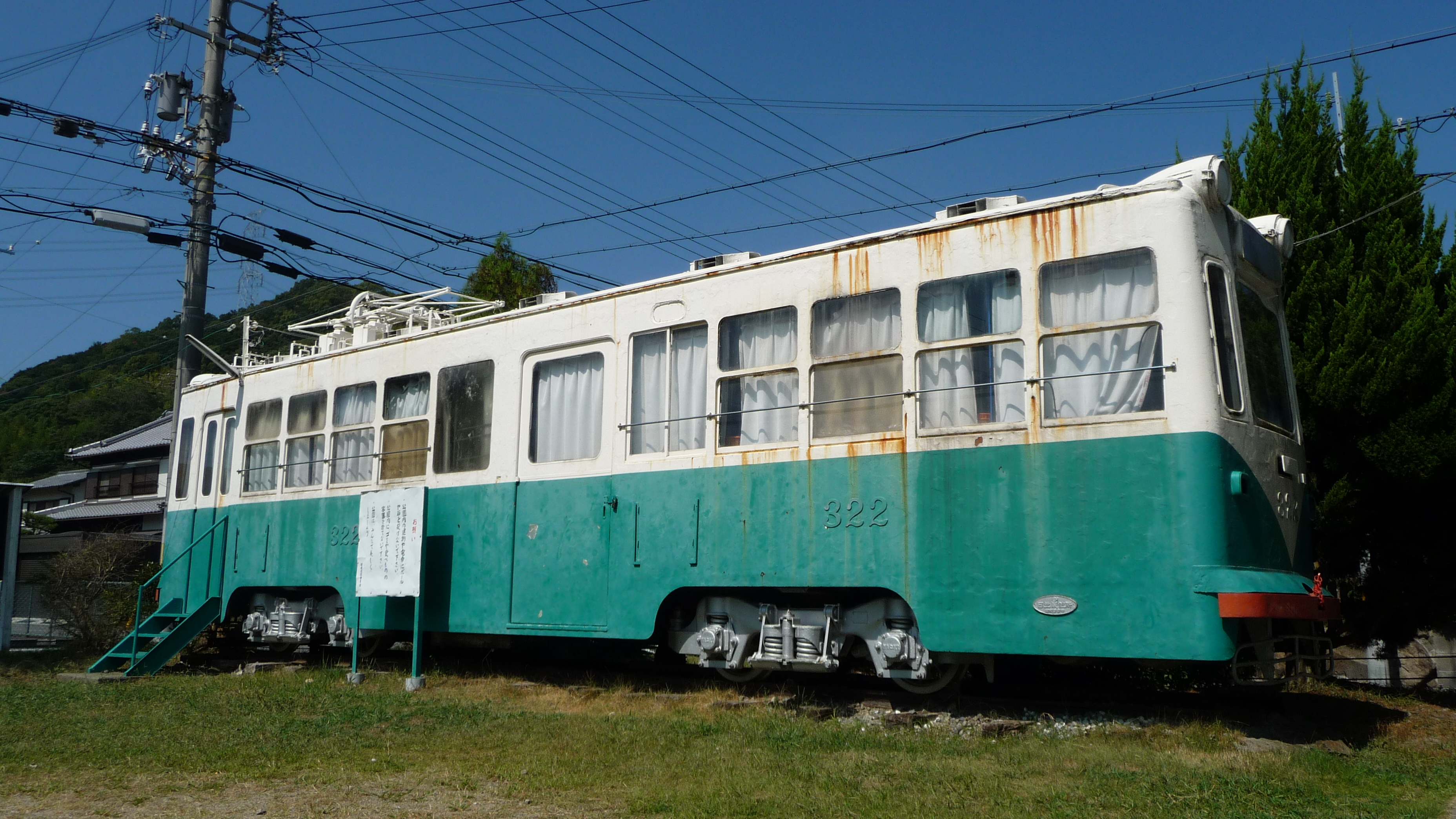
和歌山県内に保存されている本車と同型の南海321型322号

元南海電気鉄道和歌山軌道線の321形324号で、1971年に譲渡を受けた。1両だけだったこと、他車に比べて車体長は長く、車体幅がほかの車両より狭いことなどから使い勝手も悪く、2000形の投入後は予備車となった。
ワンマン化および暖房設置工事は実施されたが、冷房設置が困難だったため、直接制御、38kW電動機、非冷房のまま、1987年に廃車された。
なお、81の廃車体は1993年まで存在した。

## 各車状況

### 前期形（51 - 61）
| 車号 | 竣工       | 廃車     | 塗装   | 備考                               |
| ---- | ---------- | -------- | ------ | ---------------------------------- |
| 51   | 1951年12月 |          | 標準色 | みかん電車 方向幕がフルカラーLED化 |
| 52   | 1951年12月 | 2023年度 | 標準色 |                                    |
| 53   | 1951年12月 | 2018年度 | 旧塗装 |                                    |
| 54   | 1953年1月  |          | 標準色 | 媛ひのき・媛すぎ電車               |
| 55   | 1953年1月  | 2021年度 | 標準色 |                                    |
| 56   | 1954年8月  | 2005年度 | 旧塗装 |                                    |
| 57   | 1954年8月  | 2020年度 | 標準色 |                                    |
| 58   | 1954年8月  | 2018年度 | 旧塗装 |                                    |
| 59   | 1957年2月  | 2019年度 | 旧塗装 |                                    |
| 60   | 1957年2月  | 2017年度 | 旧塗装 |                                    |
| 61   | 1957年2月  | 2019年度 | 旧塗装 |                                    |

### 後期形（62 - 78）
| 車号 | 竣工      | 廃車     | 塗装   | 備考                                                             |
| ---- | --------- | -------- | ------ | ---------------------------------------------------------------- |
| 62   | 1960年2月 | 2004年度 | 旧塗装 |                                                                  |
| 63   | 1960年2月 | 2002年度 | 旧塗装 |                                                                  |
| 64   | 1960年2月 | 2003年度 | 旧塗装 |                                                                  |
| 65   | 1962年2月 | 2004年度 | 旧塗装 |                                                                  |
| 66   | 1962年2月 | 2024年度 | 標準色 |                                                                  |
| 67   | 1962年2月 | 2017年度 | 旧塗装 | 2005年度から廃車時まで休車                                       |
| 68   | 1962年2月 | 2021年度 | 標準色 |                                                                  |
| 69   | 1962年2月 | 2023年度 | 標準色 |                                                                  |
| 70   | 1963年4月 |          | 標準色 | 荷物置&部品取りとして(古町22番線)休車中                          |
| 71   | 1963年4月 | 2020年度 | 標準色 |                                                                  |
| 72   | 1963年4月 | 2024年度 | 標準色 |                                                                  |
| 73   | 1963年4月 | 2021年度 | 標準色 | レフ松山市駅 by ベッセルホテルズの伊予鉄ルームに一部の部品が使用 |
| 74   | 1964年1月 | 2021年度 | 標準色 | レフ松山市駅 by ベッセルホテルズの伊予鉄ルームに一部の部品が使用 |
| 75   | 1964年1月 |          | 標準色 | お遍路電車 方向幕がフルカラーLED化                               |
| 76   | 1964年1月 |          | 標準色 | 古町駅22番線にて休車中                                           |
| 77   | 1965年2月 |          | 標準色 | 方向幕がフルカラーLED化                                          |
| 78   | 1965年2月 |          | 標準色 | 方向幕がフルカラーLED化                                          |

### 他社局からの譲受車（1001 - 1003,81）
| 車号 | 竣工      | 転入      | 廃車          | 最終時の塗装 | 譲渡前                | 備考                                           |
| ---- | --------- | --------- | ------------- | ------------ | --------------------- | ---------------------------------------------- |
| 1001 | 1959年2月 | 1968年1月 | 2004年3月24日 | 旧塗装       | 呉市電                | 呉市に里帰りし呉ポートピアパークにて展示       |
| 1002 | 1959年2月 | 1968年1月 | 2002年3月25日 | 旧塗装       | 呉市電                |                                                |
| 1003 | 1959年2月 | 1968年1月 | 2002年3月20日 | 旧塗装       | 呉市電                | 2001年10月勝山町電停付近で事故、廃車原因となる |
| 81   | 1963年9月 | 1971年8月 | 1987年3月31日 | 旧塗装       | 南海電鉄 和歌山軌道線 | 旧型式・車番は321形324号                       |